# Коллінсвілл (Міссісіпі)
Коллінсвілл (англ. Collinsville) — переписна місцевість (CDP) в США, в окрузі Лодердейл штату Міссісіпі. Населення — 1984 особи (2020).

## Географія
Коллінсвілл розташований за координатами 32°29′23″ пн. ш. 88°50′41″ зх. д. / 32.48972° пн. ш. 88.84472° зх. д. (32.489792, -88.844597).  За даними Бюро перепису населення США в 2010 році переписна місцевість мала площу 36,99 км², з яких 36,92 км² — суходіл та 0,07 км² — водойми.

## Демографія
Згідно з переписом 2010 року, у переписній місцевості мешкало 1948 осіб у 750 домогосподарствах у складі 554 родин. Густота населення становила 53 особи/км².  Було 809 помешкань (22/км²).
Расовий склад населення:
| - 84,2 % — білих - 13,1 % — чорних або афроамериканців - 0,7 % — азіатів - 0,1 % — корінних американців |

До двох чи більше рас належало 1,1 %. Частка іспаномовних становила 1,9 % від усіх жителів.
За віковим діапазоном населення розподілялося таким чином: 26,1 % — особи молодші 18 років, 58,9 % — особи у віці 18—64 років, 15,0 % — особи у віці 65 років та старші. Медіана віку мешканця становила 40,0 року. На 100 осіб жіночої статі у переписній місцевості припадало 101,4 чоловіків;  на 100 жінок у віці від 18 років та старших — 94,3 чоловіків також старших 18 років.
Середній дохід на одне домашнє господарство  становив 74 127 доларів США (медіана — 71 790), а середній дохід на одну сім'ю — 90 086 доларів (медіана — 80 774). За межею бідності перебувало 6,6 % осіб, у тому числі 0,0 % дітей у віці до 18 років та 18,3 % осіб у віці 65 років та старших.
Цивільне працевлаштоване населення становило 863 особи. Основні галузі зайнятості: освіта, охорона здоров'я та соціальна допомога — 28,3 %, будівництво — 13,3 %, сільське господарство, лісництво, риболовля — 10,8 %.